# Zeena Schreck
Zeena Galatea LaVey po mężu Schreck (ur. 19 listopada 1963 w San Francisco) – amerykańska artystka-performerka, fotografka, kompozytorka, eseistka, autorka tekstów piosenek grupy muzycznej Radio Werewolf i współzałożycielka The Werewolf Order (1988-1998).
Córka Antona Szandora LaVeya i Diane Hegarty – założycieli Kościoła Szatana. W latach 1985–1990 była Najwyższą Kapłanką tegoż zgromadzenia. W latach 1990–2002 pełniła urząd Najwyższej Kapłanki Temple of Set. W listopadzie 2002 zrezygnowała z członkostwa w Świątyni Seta i (wraz z mężem – Nikolasem Schreckiem) założyła ruch o nazwie: The Sethian Liberation Movement (SLM) z siedzibą w Berlinie.

## Książki i filmy
W książce Demons of the Flesh, The Complete Guide to Left Hand Path Sex Magic, którą Schreck napisała wraz z mężem poruszyła takie zagadnienia jak: magia seksualna, kult kobiecości we wschodnich systemach tantrycznych, rytuały pogańskie oraz dzieje zachodnioeuropejskiego okultyzmu.
Zeena Schreck była  również autorką ścieżki dźwiękowej do filmu dokumentalnego pt.: Charles Manson Superstar.

## Muzyka
Zeena Schreck była współzałożycielką eksperymentalnej grupy muzycznej Radio Werewolf, gdzie aktywnie udzielała się jako: kompozytorka, wokalistka i graficzka. Schreck zaprojektowała okładki takich albumów jak: Songs for the End of the World, The Lightning and the Sun, Bring Me The Head of Geraldo Rivera, These Boots Were Made for Walking, oraz Love Conquers All.

## Rajd z dnia 8/8/88
Zespół Radio Werewolf miał w zwyczaju nazywać swoje koncerty "rajdami"... 8 sierpnia 1988 w Strand Theater w San Francisco, z inicjatywy męża Zeeny – Nikolasa – miał miejsce jeden z takich "rajdów", na którym odbyła się premiera filmu mockumentarnego dotyczącego Charlesa Mansona. Film ten powstał niejako przy okazji pisania przez Nikolasa Schrecka swojego opus magnum (z dziedziny literatury faktu) pt. "The Manson File". Artystami, którzy wzięli udział w tym performance, byli m.in.: Boyd Rice, Adam Parfrey oraz Kris Force (naonczas zarządzał Strand Theater). Częścią performance było wystąpienie Zeeny Schreck oraz odtworzenie filmu dokumentującego jej satanistyczny chrzest.

## Publikacje
- Nikolas Schreck & Zeena Schreck, Demons of the Flesh: A Complete Guide to Left-Hand Path Sex Magic, Creation Books, 2002, ISBN 1-84068-061-X
- Jeremy Reed, Zeena Schreck, Stephen Barber, Peter Webb, Jack Sargeant, Peter Whitehead, Mikita Brottman, Peter Sotos, Nikolas Schreck, Namida King, Straight to Hell: 20th Century Suicides, Creation Books, 2004, ISBN 978-1-84068-090-4
- Zeena Schreck, Beatdom Religion issue #10 "A Short History of Buddhism in Berlin" & "Lost and Found: A Fairy Tale of Sethian Awakening", 2011 ISBN 978-1468096774
- Zeena Schreck, Beatdom Nature issue #11 "Liberation Under the Snow Moon", 2012 ISBN 978-1477418727

Opublikowana ilustracja
- Zeena Schreck, The Manson File: Myth and Reality of an Outlaw Shaman, World Operations, 2011 ISBN 978-3-8442-1094-1
- Zeena Schreck, LeDossier Manson, Camion Noir, 2011 ISBN 978-2-35779-120-6
- Zeena Schreck, Demons of the Flesh: The Complete Guide to Left-Hand Path Sex Magic, 2002 ISBN 978-1840680614
- Zeena Schreck, Kabbalah, Qliphoth and Goetic Magic, Ajna, 2004 ISBN 978-0972182010
- Zeena Schreck, The Exit Collection, Tacit, 1998 ISBN 978-0966134001
- Zeena Schreck, Songs for the End of the World CD booklet, Gymnastic Records, 1991 ASIN: B001EB9JFG
- Zeena Schreck, Witchcraft/Boots, Unclean Production, 1991 ASIN: B001EBDQXM
- Zeena Schreck, Bring Me the Head of Geraldo Rivera, Unclean Production, 1990 ASIN: B001EBFUXG

## Filmografia
- Charles Manson Superstar (narracja, 1989, film dokumentalny, reżyseria: Nikolas Schreck)
- Speak of the Devil (jako ona sama, 1998, film dokumentalny, reżyseria: Nick Bougas/A. Wyatt Mann, Adam Parfrey/Feral House)
- Usher (jako Sapphic Poetess, 2000, reżyseria: Curtis Harrington)[8]
- Showdown with Satanism, 1997 Bob Larson Ministries Dokumentacja wideo, USA ASIN: B001O0VW98
- You May Be Sitting Next to a Satanist, 1997 Dokumentacja wideo, Alanté & Antoine Simkine, Francja[9]
- The Zurich Experiment, 1992 Muzyka filmy dokumentalne, Video Werewolf Inc., Vienna, Austria[10]
- Germania: The Theory of Ruins, 1992 Dokumentacja wideo, Video Werewolf Inc., Vienna, Austria[11]
- The First Family of Satanism, 1990 Dokumentacja, Bob Larson Ministries, USA
- Ragnarok, 1990 Dokumentacja wideo, Video Werewolf Inc, USA[12]
- The 80s: Satan's Seed Strikes Back [Alternatywny tytuł: Zeena vs. Ignorance], 1989 The Black House, USA[13]
- Satanis: The Devil's Mass, 1968 Dokumentacja, reżyseria: Ray Laurent USA, Something Weird Video, ASIN: B000093NSP
- The Wonderful World of Brother Buzz, 1965 Program telewizyjny dla dzieci San Francisco, USA